# Teatro desde el teatro
Teatro desde el teatro es una serie televisiva peruana, producida entre agosto de 2002 y diciembre de 2008 por América Televisión. Es protagonizada y dirigida en su totalidad por Ricky Tosso, junto a un elenco de actores tanto experimentados como aficionados, y producida por Christian Andrade.

## Reparto
En la lista se muestra a algunos actores destacados que participaron al menos en una de las obras:
- Bettina Oneto[5]
- Carlos Alcántara[6]
- Carlos «Tomate» Barraza
- Christian Thorsen
- Carlos Thornton
- Christopher Gianotti
- Daniela Sarfati
- David Almandoz
- Ebelin Ortiz
- Gian Piero Díaz
- Gianfranco Brero[2]
- Giovanna Valcárcel
- Jesús Delaveaux[2]
- Karina Calmet
- Leslie Stewart
- Magdyel Ugaz
- Marcelo Oxenford
- Maricarmen Marín
- Marisela Puicón
- Mónica Sánchez[7]
- Mónica Torres
- Rodrigo Sánchez Patiño
- Rossana Fernández-Maldonado
- Renzo Schuller
- Sergio Galliani
- Rebeca Escribens
- Úrsula Boza[8]
- Vanessa Jerí
- Yvonne Frayssinet[5]

En total participaron cerca de mil actores.

## Temporadas
| Temporada | Temporada | Episodios | Episodios | Emisión original    | Emisión original        |
| Temporada | Temporada | Episodios | Episodios | Primera emisión     | Última emisión          |
| --------- | --------- | --------- | --------- | ------------------- | ----------------------- |
|           | 1         | —         | —         | 2 de agosto de 2002 | Diciembre de 2002       |
|           | 2         | —         | —         | Marzo de 2003       | Diciembre de 2003       |
|           | 3         | —         | —         | Marzo de 2004       | Diciembre de 2004       |
|           | 4         | —         | —         | Marzo de 2005       | Diciembre de 2005       |
|           | 5         | —         | —         | Marzo de 2006       | Diciembre de 2006       |
|           | 6         | —         | —         | Marzo de 2007       | Diciembre de 2007       |
|           | 7         | —         | —         | Marzo de 2008       | 20 de diciembre de 2008 |

## Producción
La primera obra se llamó Ñoquis a la putañesca y se grabó un mes antes de salir al aire, es decir, en julio de 2002. Esta comedia de estreno contó con el reparto de Yvonne Frayssinet, Gianfranco Brero, Tatiana Astengo, Mónica Cabrejos, entre otros.
Si bien no es el primer programa de televisión peruano de su tipo, debido a la existencia de Teatro como en el teatro a cargo de José Vilar 25 años antes de su estreno, se consideró como uno de los programas con un formato poco común para la franja estelar ya que se trató de una serie de teatro televisado, es decir, cada semana se transmitió una obra teatral en directo. Este medio facilitó su emisión para el público en general.
En total se emitieron 278 episodios durante las 7 temporadas que duró.  La mayoría de los libretos son de la autoría de César Valer, quien a su vez dirigió la puesta en escena del 2003 al 2009. Además que 60 obras fueron reutilizadas, algunas de ellas fueron adaptaciones de obras en dominio público.
Sus emisiones se realizaron desde el Estudio 4 de Barranco. En 2004 se realizó una temporada de teatro al aire libre, desde el Centro de Convenciones de Plaza San Miguel. En 2008 se realizó una sesión especial desde Tacna por el aniversario de su reincorporación.
Entre 2011 y 2014, Tosso planificó relanzar la serie con la participación de otros artistas. Sin embargo, el proyecto se canceló tras la muerte de él en 2016.

## Recepción
El programa se ubicó en el puesto 16 de los más vistos de agosto de 2005, con 15 puntos de audiencia.